# Rocco Ascone
Rocco Ascone (Villeneuve-d'Ascq, Lille, Francia, 12 de septiembre de 2003) es un futbolista francés que juega como centrocampista en el F. C. Nordsjælland de la Superliga de Dinamarca.

## Trayectoria
Comenzó su carrera en el Lille O. S. C. de la Ligue 1. Antes de la segunda mitad de la temporada 2021-22, fue enviado a préstamo al F. C. Nordsjælland de Dinamarca. El 27 de febrero de 2022 debutó con el Nordsjælland durante un empate 0-0 con el Randers F. C.

## Selección nacional
Nacido en Francia, es de ascendencia italiana. Es internacional juvenil con Francia, habiendo representado a la Francia sub-16 en 2019.

## Estadísticas

### Clubes
Actualizado al último partido disputado el 26 de mayo de 2024.
| Club                         | Div.          | Temporada     | Liga  | Liga  | Copas nacionales | Copas nacionales | Copas internacionales | Copas internacionales | Total | Total |
| Club                         | Div.          | Temporada     | Part. | Goles | Part.            | Goles            | Part.                 | Goles                 | Part. | Goles |
| ---------------------------- | ------------- | ------------- | ----- | ----- | ---------------- | ---------------- | --------------------- | --------------------- | ----- | ----- |
| Lille O. S. C. II Francia    | 4.ª           | 2020-21       | 3     | 1     | ―                | ―                | ―                     | ―                     | 3     | 1     |
| Lille O. S. C. II Francia    | 4.ª           | 2021-22       | 5     | 0     | ―                | ―                | ―                     | ―                     | 5     | 0     |
| Lille O. S. C. II Francia    | Total club    | Total club    | 8     | 1     | 0                | 0                | 0                     | 0                     | 8     | 1     |
| F. C. Nordsjælland Dinamarca | 1.ª           | 2021-22       | 1     | 0     | 0                | 0                | ―                     | ―                     | 1     | 0     |
| F. C. Nordsjælland Dinamarca | 1.ª           | 2022-23       | 12    | 2     | 5                | 1                | ―                     | ―                     | 17    | 3     |
| F. C. Nordsjælland Dinamarca | 1.ª           | 2023-24       | 6     | 0     | 4                | 0                | 2                     | 0                     | 12    | 0     |
| F. C. Nordsjælland Dinamarca | 1.ª           | 2024-25       | 0     | 0     | 0                | 0                | ―                     | ―                     | 0     | 0     |
| F. C. Nordsjælland Dinamarca | Total club    | Total club    | 19    | 2     | 9                | 1                | 2                     | 0                     | 30    | 3     |
| Total carrera                | Total carrera | Total carrera | 27    | 3     | 9                | 1                | 2                     | 0                     | 38    | 4     |